# بلاك هوك (كولورادو)
بلاك هوك (بالإنجليزية: Black Hawk, Colorado)‏ هي مدينة تقع في مقاطعة غيلبين بولاية كولورادو في الولايات المتحدة. تبلغ مساحتها 3.8 (كم²)، وترتفع عن سطح البحر 2602 م، بلغ عدد سكانها 118 نسمة في عام 2000 حسب إحصاء مكتب تعداد الولايات المتحدة وتصل الكثافة السكانية فيها 31.1 نسمة/كم2.

## وصلات خارجية
- City of Black Hawk